# Fraser Forster
Fraser Gerard Forster (* 17. března 1988 Hexham) je anglický profesionální fotbalový brankář, který chytá za anglický klub Tottenham Hotspur FC. Mezi lety 2013 a 2016 odchytal také 6 utkání v dresu anglické reprezentace.

## Klubová kariéra
Svou kariéru zahájil v anglickém Newcastle United FC, jímž byl poslán na hostování do nižších anglických soutěží. Poté, co prošel postupně kluby Bristol Rovers FC, Stockport Country FC a Norwich City FC, byl Forster poslán roku 2010 na hostování do Celticu, kde se postupně propracoval na pozici brankářské jedničky a posbíral řadu trofejí. Roku 2012 jej Celtic Glasgow od Newcastlu odkoupil. V srpnu 2014 přestoupil do anglického klubu Southampton FC, kde se dohodl na čtyřleté smlouvě.

## Reprezentační kariéra
V A-týmu Anglie debutoval 15. 11. 2013 v přátelském utkání v Londýně proti reprezentaci Chile (porážka 0:2).
Trenér Roy Hodgson jej nominoval na Mistrovství světa 2014 v Brazílii, kde Angličané vypadli již v základní skupině D, obsadili s jedním bodem poslední čtvrtou příčku. Na turnaji ale neodchytal ani jeden zápas, byl až třetím brankářem za Joe Hartem a Benem Fosterem.

Pod vedením trenéra Roye Hodgsona se zúčastnil i EURA 2016 ve Francii, kam se Anglie suverénně probojovala bez ztráty bodu z kvalifikační skupiny E.